# Janette Hargin
Janette Helene Hargin, född 4 oktober 1977 i Huddinge församling, är en svensk utförsskidåkare. Hon är syster till Mattias Hargin och Christine Hargin.
Hargin deltog i olympiska vinterspelen 2002 i Salt Lake City och i olympiska vinterspelen 2006 i Turin.
Hennes bästa placering i världscupen är en andra plats i kombination i Åre 2001. Hon lade av med traditionell utförsåkning på toppnivå i mars 2007, och satsade på friåkning. Hon vann nordiska mästerskapet i extremskidåkning 2010 och Freeride World Tour 2011.
Hon var kommentator för TV4 under VM i utförsåkning 2011.
På klubbsidan tävlar hon för Huddinge SK. Hon blev svensk mästare i storlslalom 2001, i störtlopp 1999, i Super-G 1999 och 2002 samt i alpin kombination 1999 och 2002.

### Fotnoter
1. ↑  ”Alpint damer”. Svenska Skidförbundet. Arkiverad från originalet den 9 mars 2015. https://web.archive.org/web/20150309083739/http://www.skidor.com/Foljoss/Historikochstatistik/Svenskamastare/Alpintdamer/. Läst 15 december 2013.